# 渡辺寿 (名望家)
渡辺 寿（わたなべ ひさし、1803年 - 1875年）は、幕末から明治時代初期の甲斐国（山梨県）の名望家、蔵書家。字を権右衛門、諱を寿、号を桃廼舎（はるのや）と号す。
仕事で江戸に上京した際に、国学者の黒川春村と交流もしくは、その門に入り国文学を学び、後に国文学関係の書籍を多数蒐集して後の青洲文庫の礎を作る。

## 略歴
甲斐国市川大門村（現・市川三郷町）の渡辺光美（権右衛門）の子として生まれる。家業は豪農にして豪商（屋号は叶屋）。

## 青洲文庫
後に一般に公開された青洲文庫は渡辺寿（桃廼舎）、信（青洲）、沢次郎（春英）の渡辺家3代にわたる蔵書の文庫であり、当時としては非常に珍しい個人による図書館であり、その蔵書数は24979冊にも及んだと言う。渡辺寿は国文学関係の書籍を、渡辺信は漢籍関係の書籍を、寿の孫である渡辺沢次郎は浮世草子、草双紙、洒落本などを集め当時の私立図書館としては非常に膨大なものとなって行った。後に関東大震災で多くの蔵書を焼失した東京帝国大学（現東京大学）が渡辺沢次郎から購入している（一部は寄贈）。

## 親族
- 実父：渡辺光美
- 養子：渡辺信
- 孫：渡辺沢次郎
- 孫：渡辺陸三
- 親族：富岡敬明